# Нгаро
Нгаро — плем'я австралійських аборигенів, що населяло острови Вітсандей та узбережжя Квінсленду. Нгаро було знищене внаслідок війни з колоністами. У 1870 році корпус тубільної поліції насильно переселив останніх нгаро у виправну колонію на острів Палм та на примусову роботу до лісопильних заводів острова Бремптон.
Археологічні дані свідчать, що нгаро населяли цей регіон 7000 років до н. е. Найдавніші сліди нгаро виявлені на острові Хук, де знаходиться затишна бухта, що була надійним захистом для каное аборигенів. У печерах острова виявлені наскельні малюнки та мушлі молюсків. За допомогою вуглецевого аналізу фарби малюнків вдалося визначити вік заселення острова. Проте сенс цих малюнків залишається загадкою. Припускається, що це може бути схема драбини, карта або малюнок кокосової пальми. Овальний малюнок може бути зображенням черепахи або плода пандана.
Нгаро займалися рибальством, виловлювали молюсків та полювали на дрібних китоподібних. На каное, що зроблені з кори дерева, вони запливали далеко до Великого бар'єрного рифу.